# Hans-Joachim Schippel
Hans-Joachim Schippel (* 30. Mai 1951 in Berlin) ist ein ehemaliger deutscher Radrennfahrer, der in der DDR aktiv war.

## Sportliche Laufbahn
Schippel war im Straßenradsport aktiv. Er begann als Schüler mit dem Radsport in der BSG Post Berlin. 1978 wechselte er zum ASK Vorwärts Frankfurt (Oder). Ab 1981 startete er wieder für Post Berlin. Mitte der 1980er Jahre übersiedelte er aus der DDR in die Bundesrepublik und wurde Mitglied im Verein Hannoverscher Radsportclub. In der Seniorenklasse gewann er 1988 den Senioren-Weltcup. 1993 wurde er Deutscher Meister bei den Senioren.
Schippel gewann 1979 das älteste deutsche Eintagesrennen Rund um Berlin. 1976 gewann Schippel die DDR-Bestenermittlung der Fahrer aus den Betriebssportgemeinschaften (BSG). 1978 war er im Auswahlrennen Berlin–Magdeburg erfolgreich. Bei Berlin–Cottbus–Berlin 1979 kam er beim Sieg von Bodo Straubel auf den dritten Rang. In der DDR-Rundfahrt wurde er 1977 27., 1978 6. und 1980 33. der Gesamtwertung. 1979 war er ausgeschieden.
Mit der Nationalmannschaft bestritt er 1978 die Polen-Rundfahrt (56. Platz) und 1979 (9. Platz) sowie 1979 (9. Platz) die Rumänien-Rundfahrt.